# Messapiens
Ne doit pas être confondu avec le dème des Messapiens
Durant l'Antiquité, les Messapiens ou Messapes (en grec Μεσσάπιοι, en latin classique : Messapii, -orum) étaient les habitants de la péninsule du Salento et du flanc méridional du massif des Murges. Leur territoire constituait l'arrière-pays de Tarente, port de la mer Ionienne qui a été le centre du pythagorisme. Leur capitale était Bréntion, l'actuelle Brindisi. Leur langue, le messapien, est aujourd'hui disparue.

## Ethnologie

### Ethnographie

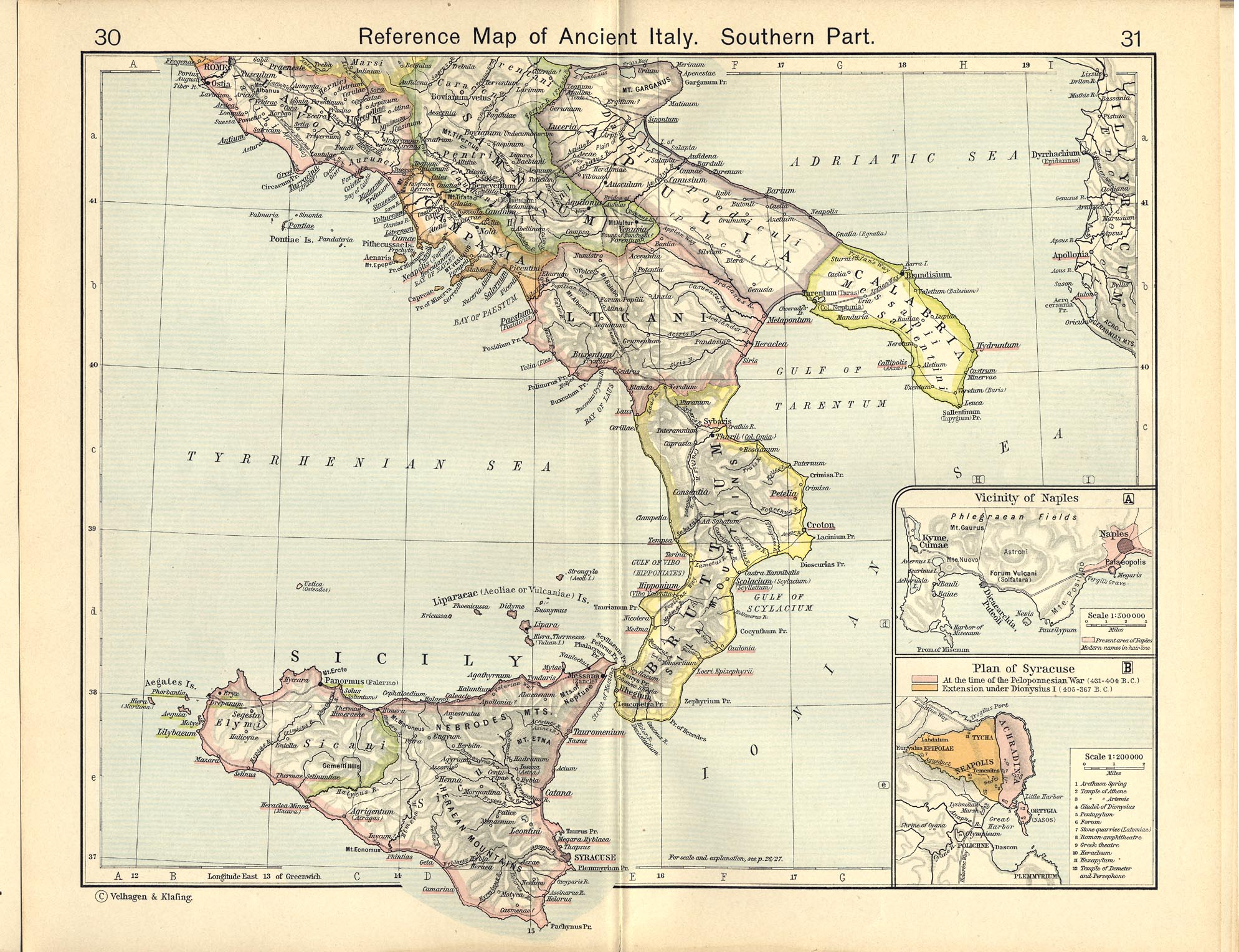
Le Sud de l'Italie au temps d'Auguste. La Messapie est le « talon de la botte ». Les Messapiens sont réunis à Tarente pour former la Calabre au sein de la Région II.

L'étymologie de Messapien reste controversée. L'hypothèse avancée par Julius Pokorny qu'il signifierait « le peuple entre deux mers » (du proto-indo-européen *medhyo-, « milieu », et *ap-, « eau ») met en évidence le particularisme géographique de leur territoire, fausse île du bout du monde au centre du monde gréco-romain. À ce mystère s'ajoute, comme pour les habitants du Nord du Picenum, la singularité de la langue d'un peuple qui a autorisé dès l'Antiquité toutes sortes de spéculations sur leur origine.
Antiochos prête à des colons crétois chassés de Sicile la fondation de la première ville en territoire messapien, la future Tarente, mais l'onomastique classe les Messapiens même parmi les peuples illyriens. Ils auraient traversé le canal d'Otrante vers l'an mille av. J.-C. L'hypothèse n'obtient pas le consensus des historiens contemporains tant les sources épigraphiques sont rares. Hérodote, suivi par Virgile, donne également une origine crétoise aux fondateurs d'Oria et Strabon à ceux de Brindes.
Ce dernier souligne qu'à son époque déjà la plus grande confusion existe chez les géographes entre les noms de Messapie, Iapygie, Salentin et Calabre. Il appelle lui-même Iapygie l'ensemble réunissant l'Apulie et la Messapie, ce qui paraît abusif si l'on s'en tient à l'hypothèse que le terme Apulie, devenu aujourd'hui Puglia, est une version italique du terme fixé dans le grec ancien de Iapigia. La confusion n'est que plus grande aujourd'hui où Calabre, qui ne désignait initialement que la seule partie nord-ouest de la Messapie, désigne l'ancien Bruttium depuis la réunion de celui-ci à celle-là dans une entité administrative byzantine unique. Le nome de Calabrie Citérieure conquis par les Langobards, le nom de Calabre n'est resté en effet qu'à celui de Calabrie ultérieure.
Strabon précise toutefois : « Le pays qui suit immédiatement est la Iapygie, que les Grecs appellent aussi Messapie et que les indigènes partagent en deux territoires, celui des Salentins autour du promontoire Iapygien, et celui des Calabres ». Il ajoute que les autochtones réservent le terme d'Apulie au territoire des Peucètes (région de Bari), qui sont au nord des Messapiens, et des Dauniens (région de Foggia), qui sont au nord des Peucètes. À côté des Salentins et Calabres regroupés sous l'exonyme apparemment géographique de Messapes, il convient d'ajouter les Éleutes (Ελεύτιοι) mentionnés par Hécatée de Milet, possibles autochtones de Tarente.

### Langue
| - Ligures. - Vénètes. - Étrusques. - Picéniens. - Ombriens. | - Latins. - Osques. - Messapes. - Grecs. - Sicules. |

« klohizisthotoriamartapidovasteibasta veinanaranindarantoavasti »

— Exemple de texte messapien.
.

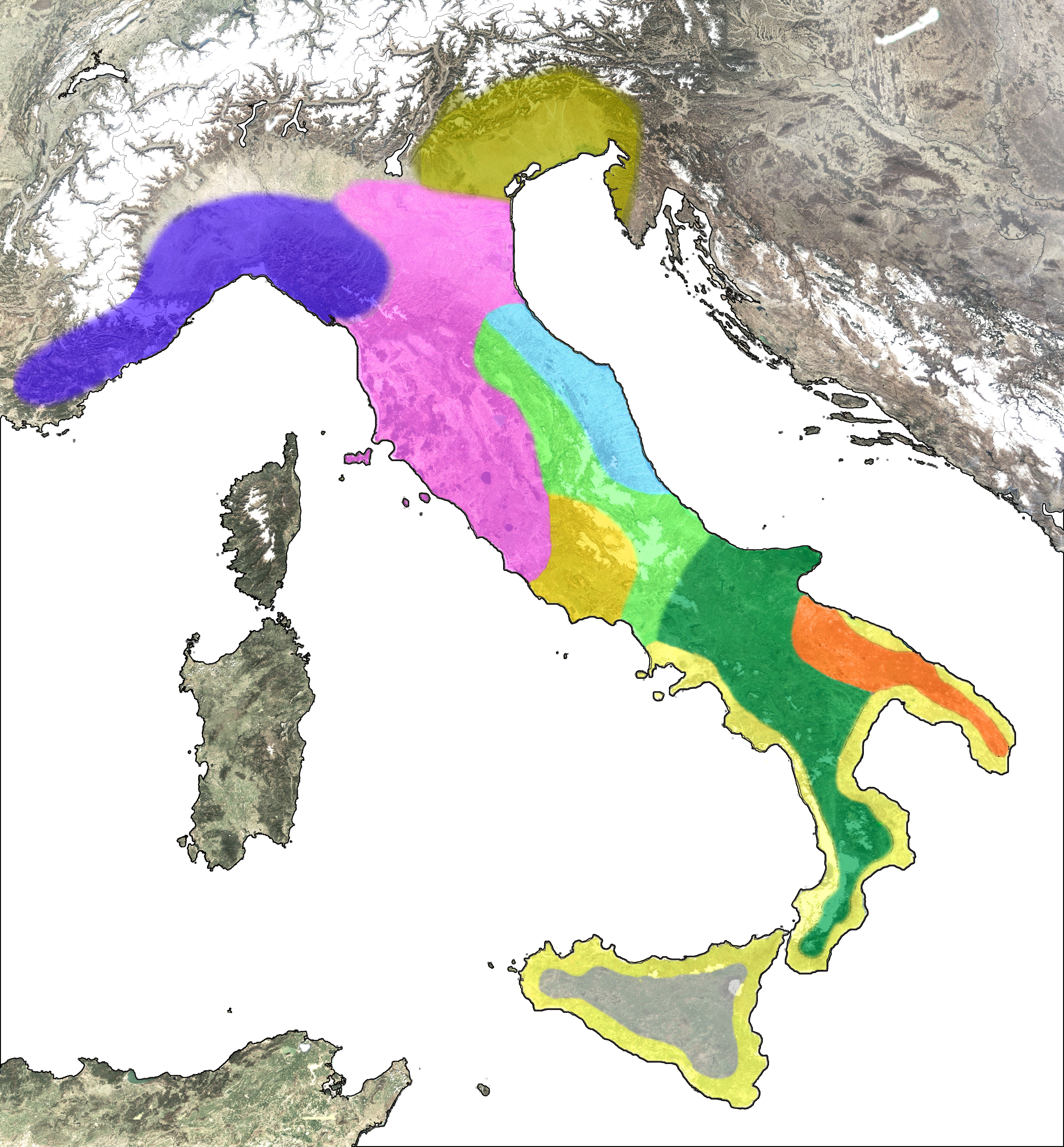
Schéma du peuplement de la péninsule italienne au début de l'âge du fer :

La langue des Messapiens, ou messapien, apparaît dans un corpus épigraphique de moins de six cents inscriptions, principalement des dédicaces funéraires, quelques monnaies et pesons. Un très petit nombre est entièrement déchiffré. La plus ancienne est datée d'environ 550 av. J.-C.
L'alphabet est la version laconique de l'alphabet grec utilisée à Tarente. Le rapprochement avec l'illyrien repose essentiellement sur l'onomastique, l'illyrien n'ayant pas laissé de traces écrites. Il est corroboré par l'archéologie. Ces hypothèses sont soutenues par des publications et des recherches d'archéologues italiens (Francesco d'Andria) et français (Jean-Luc Lamboley)
Les Messapiens étaient réputés pratiquer un sacrifice à Zeus en précipitant vif un cheval dans le feu. Ce Zeus est peut-être la divinité appelée Taotor Andirabas sur une inscription de la grotte Posia, la seule du panthéon messapien dont le nom soit connu.
Le sanctuaire du mont Papeluce, situé près d'Oria, était un lieu de culte où les pèlerins se pressaient dès le VIe siècle av. J.-C. en grand nombre depuis toute la Grande Grèce comme en témoignent l'accumulation à flanc de colline de vases votifs et la variété des monnaies retrouvées. Porcs et grenades y étaient sacrifiés à des déesses assimilées à Déméter et sa fille Perséphone. Le sacrifice était souvent réduit à des ex voto en céramique représentant des cochons ou des colombes.

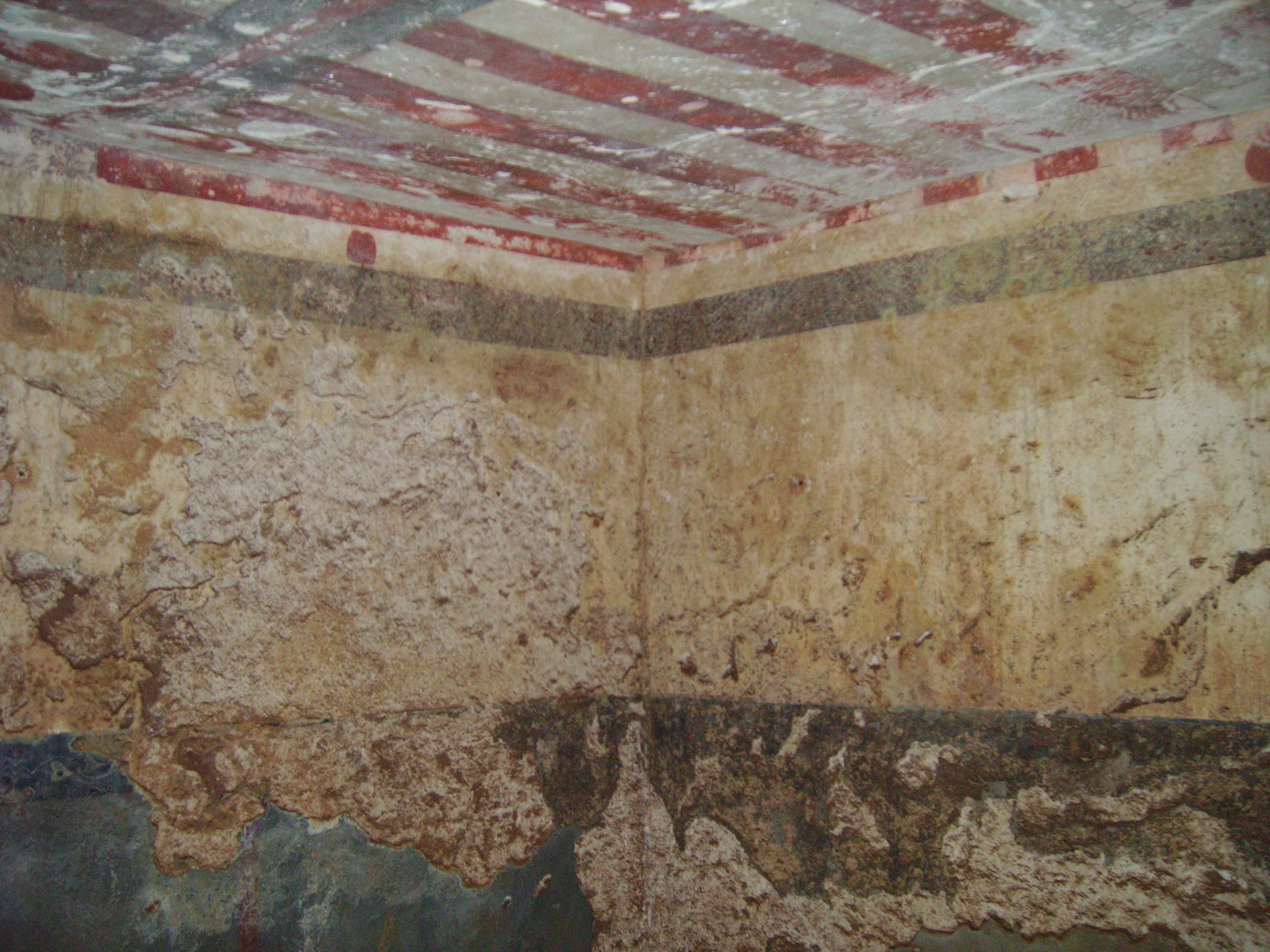
Caveau sépulcral dit de Melograno à Gnathie.

La religion messapique était une affaire familiale et se pratiquait dans une enceinte privée qui était, dans le cas de maisons princières, ouverte à un public de clients. Il n'a été retrouvé de traces de temples que dans deux acropoles, celle de Gnathie et celle de Rudes. La fonction sacerdotale était exercée par des patriciens.
Le rite funéraire, centré sur des divinités souterraines, se pratiquait dans ou autour de grottes, qui servaient aussi de sépulcres. Les femmes sont absentes de toute trace de dévotion. En revanche, le culte, sinon un certain culte, pouvait être présidé par une prêtresse sans qu'il ne soit possible d'identifier son rôle à celui d'une sibylle.

### Les pajarus

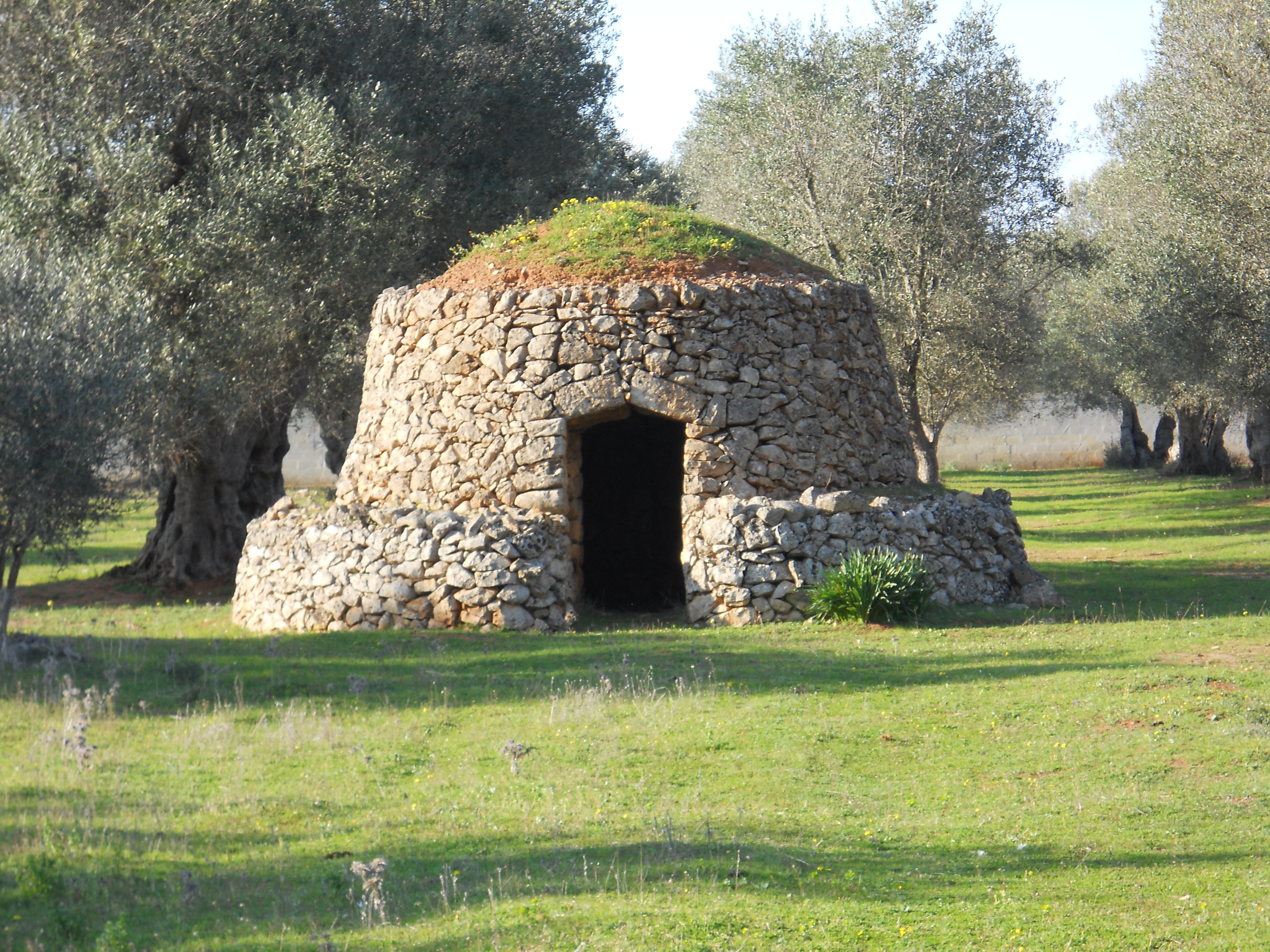
Restauration d'une construction en encorbellement de pierres sèches à Lequile.

Les pajaru, littéralement réserves à paille, appelés chipures dans le Salento et trullos dans le val d'Itrie, sont des sortes de burons aux pierres non maçonnées typiques de la région. Ils sont construits selon une technique de l'âge du bronze mais remontent probablement à l'époque byzantine. Les plus anciens exemplaires restant datent du XVIe siècle. Ils ont été développés au XXe siècle pour servir d'habitations permanentes et au XXIe siècle, de locations touristiques.

### Organisation sociale et politique

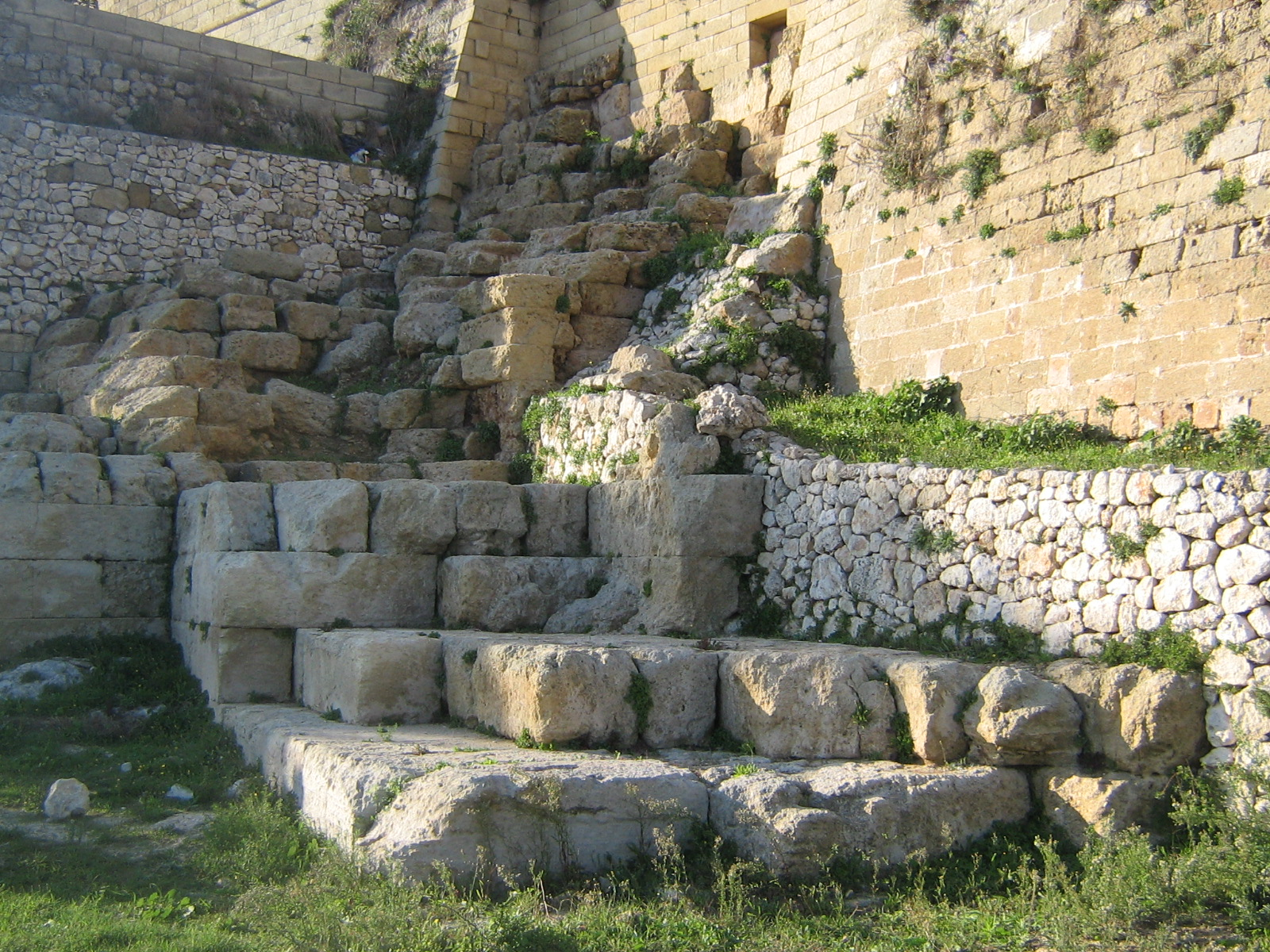
Les remparts messapiques, ici celui de Castre, enserraient plusieurs domaines et laissaient de vastes zones non urbanisées.

Conformément à l'hydrographie karstique de la Messapie, l'habitat y était dispersé, chaque ferme pratiquant dans une relative autarcie une agriculture intensive, opposée au modèle latin du latifundium. Les cités enceintes étaient des villas ayant acquis une prédominance et constitué un réseau de clients rassemblés autour du culte familial d'un patricien. À l'exception notable de Brindes qui est elle-même une cité côtière, elles avaient toutes pour caractéristiques d'être reliées à un port et d'offrir une protection contre les pirates loin à l'intérieur des terres.
Les dynastes des sept cités principales, Kallia, Brunda, Hyria, Rodiai, Mur, Aozent, Naretòn, étaient des patriciens capables durant la seconde guerre punique de mobiliser ensemble une armée de seize mille cavaliers, la plus importante de la Grande Grèce. Le nom même du cheval en grec, ἵππος, est un emprunt à l'illyrien. L'insigne de ces dynastes était un caducée.
Le grand nombre de cavaliers traduit la richesse d'un grand nombre des Messapes, petits propriétaires terriens associés au commerce au long cours, et reflète une société relativement égalitaire. Cette société messapienne était toutefois organisée en trois classes, citoyens, périèques et marchands, chacune ayant sa chambre représentative. Une inscription unique révèle l'occurrence de deux institutions, un sénat et un aréopage.

## Histoire

### Préhistoire

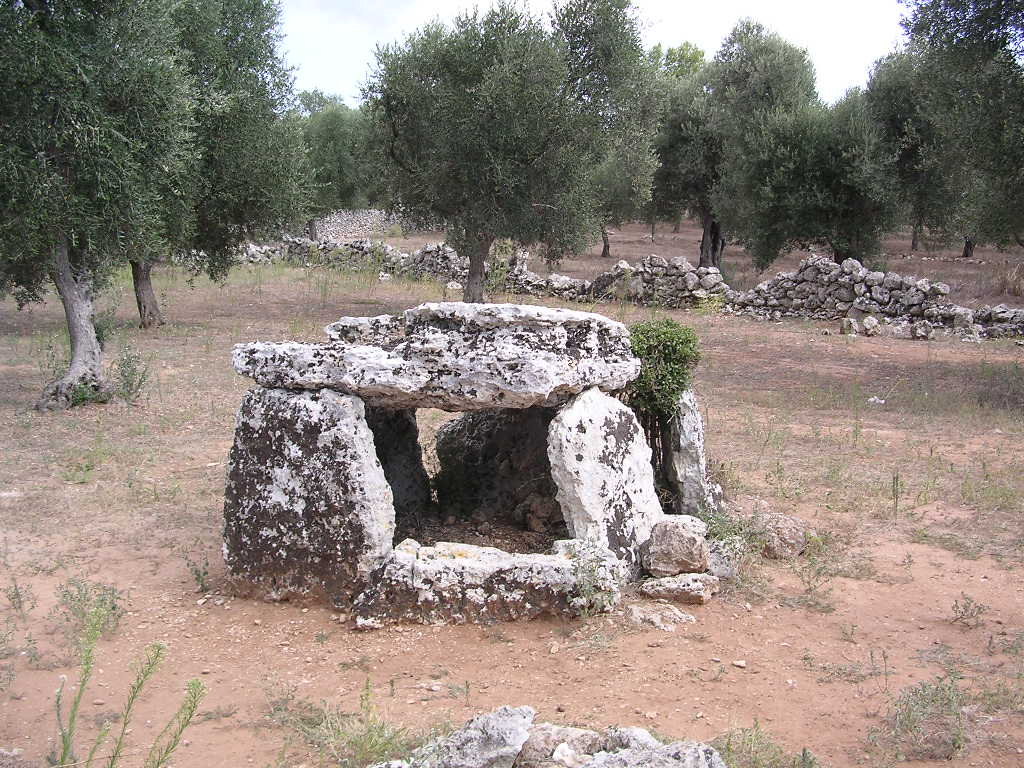
Dolmen de Placa près de Lecce. De nombreux dolmens ont été réutilisés pour des processions chrétiennes.

#### Un territoire de chasse propice à l'élevage (-8750 - -1600)
L'homme moderne apparaite en Messapie aux environs de -8 600, soit au boréal, à la grotte Romanelli. Le matériel et l'art tant mobilier que pariétal montrent une invention technique et stylistique propres dit romanellien qui succède au moustérien d'un homme de Néanderthal disparu. Ils illustrent jusque vers -7 800 la vie des chasseurs des steppes froides.
Au néolithique, la Messapie, favorisée par des phénomènes karstiques tels qu'une irrigation souterraine, des eaux résurgentes ou les lames, qui sont des îlots de verdure prospérant sur des gravines entourées d'un terrain sec, se distingue des régions voisines par le développement d'un mégalithisme fait de petits dolmens, de menhirs et d'une forme originale de tertres, les « mirieurs ».

#### Une civilisation maritime implantée par le port de Gnathie (-1600 - -900)
Aux XVIe siècle av. J.-C. et XVe siècle av. J.-C., rayonnant autour du site éponyme de l'actuel Cavallino, à l'intérieur des terres au sud de Lecce, sont implantés cinq ports sur la côte adriatique, en face de l'île de Sason. Ils s'alignent du nord au sud, sur un front de quelque cent soixante-cinq kilomètres.

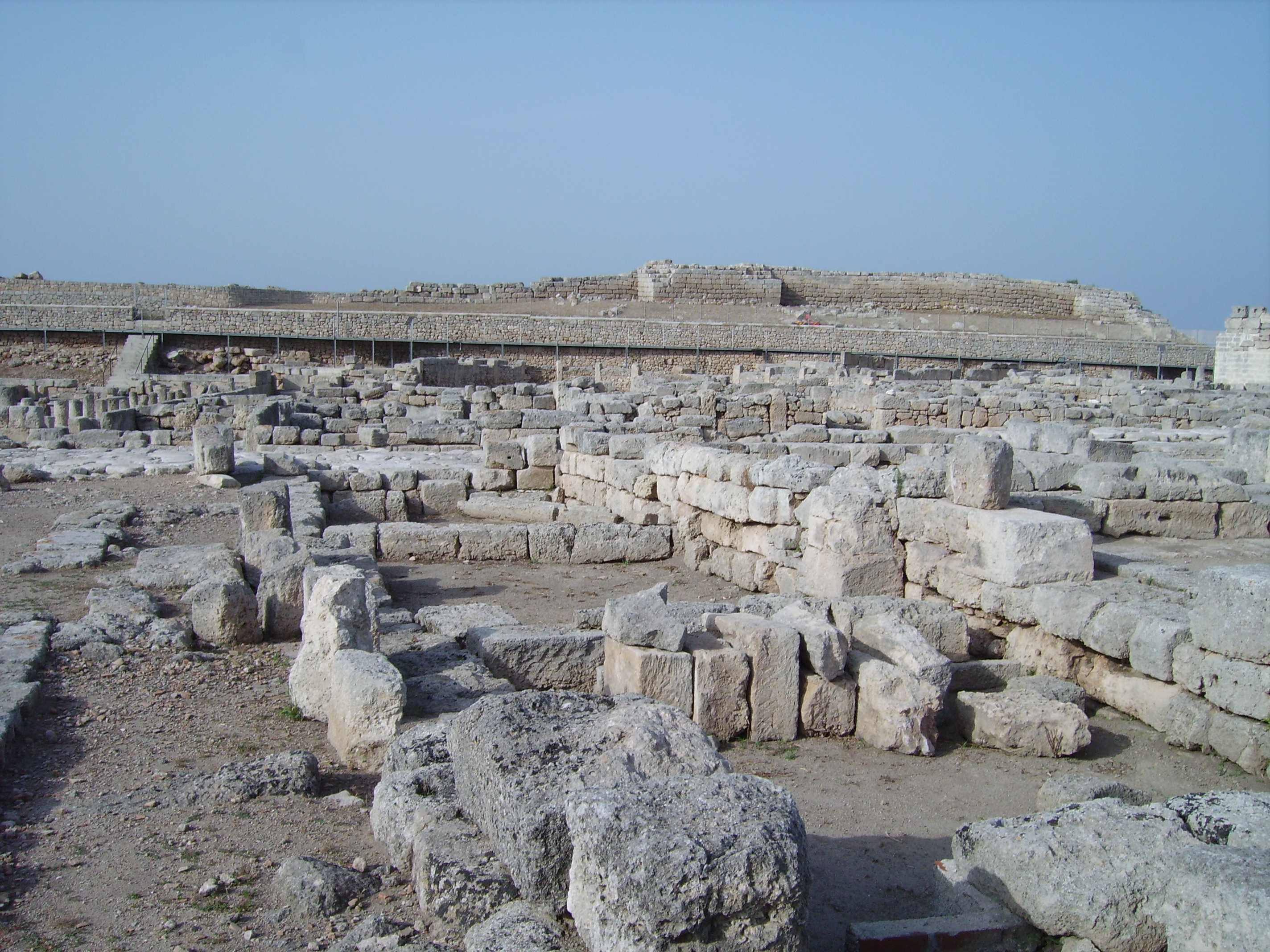
Les ruines de Gnathie au pied des restes de son acropole qui apparaît en arrière-plan. Le port prospérait encore sous Trajan et a été réinvesti au Moyen Âge.

Les céramiques qui y sont produites au XVIe siècle av. J.-C. présentent un style dit Cavallino, peu uniforme mais différent du campanien répandu au nord de Bari et dans le reste de la péninsule apennine.
La métallurgie apparaît un siècle plus tard, inaugurant l'âge du bronze. Aux XVe et IVe siècles av. J.-C., l'hétérogénéité de la Messapie dans l'ensemble de la péninsule italienne persiste à travers un style de céramiques dit Punta le Tarrare.
L'ouverture commerciale se fait au siècle suivant, vers l'intérieur de la péninsule, comme en témoigne l'apparition des grands vases circulaires qui caractérise celle-ci et annonce la civilisation villanovienne, et vers le monde mycénien, dont les poteries figuratives sont imitées.
Gnathie, encore modeste, est une acropole dominant le rivage, bientôt enceinte par des blocs pélasgiques de calcaire irréguliers de près de trois mètres sur deux, grossièrement joints avec de la pierraille et de la terre. Au XIe siècle av. J.-C., à l'époque de l'Odyssée, le site est incendié puis reconstruit. Thuria connaît un sort identique.

#### Agriculture sédentaire et commerce au long cours à l'âge de fer (-900 - -707)

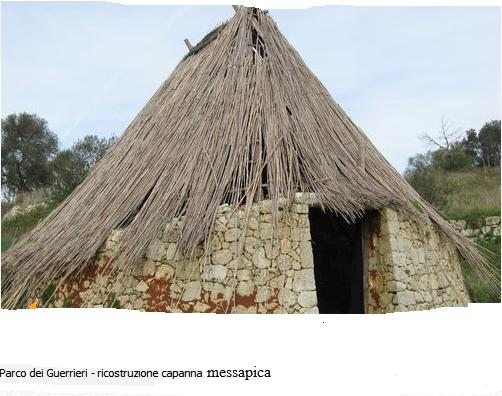
Reconstitution hypothétique d'une cabane messapique du

L'âge du fer commence en Messapie au IXe siècle av. J.-C. à l'occasion d'échanges effectués au cours de navigations entre l'Illyrie, le monde égéen et l'Anatolie phrygienne. La sédentarisation s'opère discrètement au siècle suivant sur les sites futurs de Oria, Cavallino, Vaste.
Au milieu du VIIIe siècle av. J.-C., le Château d'Alceste, situé à huit kilomètres en retrait du rivage entre Gnathie et Brendesion, enferme des habitations au plan ovale dans une première enceinte de pierres sèches.
L'élevage, peut être déjà producteur d'une ricotte salentine élaborée dans des burons typiques, les pajares, fait une place aux cultures facilitées par un système de citernes semblables à un modèle répandu en Grèce, les pouselles. Témoin d'un commerce de denrées agricoles, apparaît au VIIe siècle av. J.-C. une production locale de céramiques aux motifs géométriques bichromes typiques, qui aboutit au VIe siècle av. J.-C. au modèle original et sophistiqué de la trouselle. La présence à Gnathie d'une céramique à bandes atteste d'un commerce avec Corfou.

### Les Messapiens dans la Grande Grèce

#### La colonisation lacédémonienne (-706 - -474)

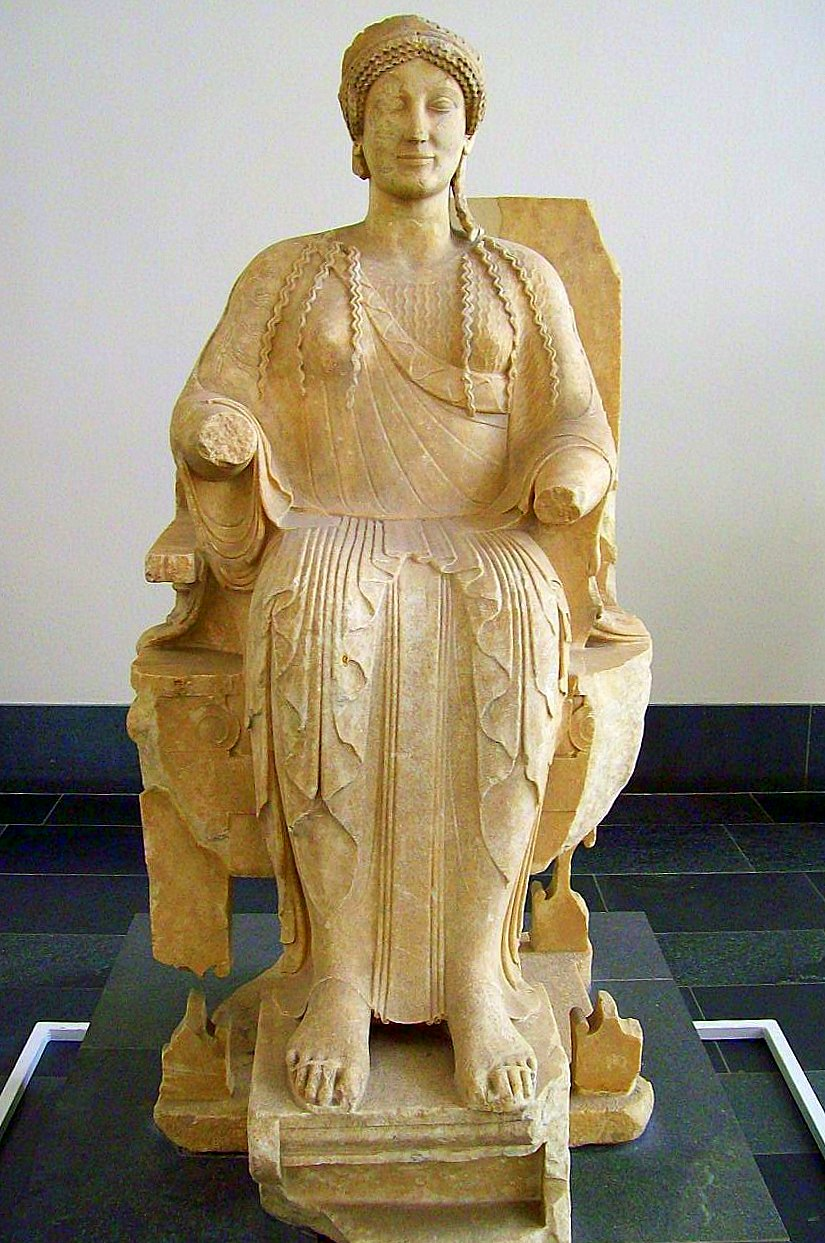
Statue monumentale d'une déesse réalisée par les Messapiens et datée du Retrouvée à Tarente, elle peut représenter Perséphone, Hera ou encore Athéna.

En -706 vraisemblablement, sur ordre de l'oracle de Delphes de « demeurer dans le gras pâturage communal de Tarente appelé Satyre et malheur à la race iapyge! », le légendaire spartiate Phalante, à la tête de parthènes révoltés, qui sont une catégorie sociale de périèques issue de femmes aristocrates déclassées, fonde le comptoir lacédémonien de Tarente. Le promontoire de Satyre a été nommé ainsi, rapporte la légende, par le fils de Poséidon Taras, en l'honneur de sa mère, la fille de Minos.
La tradition se fait l'écho d'alliances et de rivalités entre une Tarente supérieure et une Brentesion émergente, tantôt révoltée, tantôt accueillante, jusqu'à ériger le tombeau du fondateur de la cité rivale. Dans la Messapie voisine se développe une architecture de pisé, de pierres sèches, de bardeaux. Les sites les plus riches, tel le Château d'Alceste, connaissent une révolution architecturale et urbaine faite de tuiles et de voies pavées convergeant vers une place.
La grotte Portinaire, à la pointe méridionale de la péninisule salentine vers laquelle conduisent les menhirs Mensi et Ussano, et le sanctuaire du mont Papeluce, au centre du pays, hellénisent leurs cultes pour des pèlerins venant de toute la Grande Grèce.
Au début du Ve siècle av. J.-C., la colonie de Tarente pénètre militairement loin à l'intérieur des pays messapien et peucète, détruisant définitivement des villages, dont le Château d'Alceste. Un ex voto, alors réalisé en bronze par le sculpteur Agéladas et autrefois exposé sur la via sacra du temple de Delphes, célèbre l'écrasement de l'armée iapyge du roi Opis et des prisonnières peucètes par les héros Taras et Phalanthe. Pour les messapiens, c'est un changement de civilisation. Les sépultures abandonnent la position recroquevillée et adoptent la mode grecque de la supination du corps du défunt.

#### L'émancipation (-473)
Les principales cités messapiennes constituent une ligue défensive, semblable aux symmachies grecques. Improprement nommée aujourd'hui dodécapole messapienne, par analogie avec la dodécapole étrusque, elle est composée de treize cités états. La controversée carte de Soleto, un fragment d'ostracon trouvé à Soleto dont la datation au radiocarbone en fait la plus ancienne carte de cette partie du monde, les repère à l'époque de la constitution de leur alliance.
En -473, la cavalerie messapienne écrase l'armée du régime aristocratique de Tarente partie à l'assaut de Brentesion, tandis que leurs alliés lucaniens font connaître le même sort à Rhegion. Trois mille habitants de celle-ci sont massacrés et un nombre incalculable de celle-là. C'est à l'occident un évènement majeur de l'histoire grecque, qu'Aristote juge pire que le sac d’Athènes commis sept ans plus tôt par les envahisseurs orientaux, parce qu'il provoque l'avènement d'un régime démocratique (au sens aristotélicien de détournement du pouvoir au seul profit de la classe populaire, le règne des démagogues sur la foule). Pour les Messapes, c'est l'inauguration de soixante années de prospérité qui sont l'acmé de leur civilisation déjà profondément marquée par l'immigration d'artisans grecs.

#### L'assimilation au monde grec (-472 - -357)

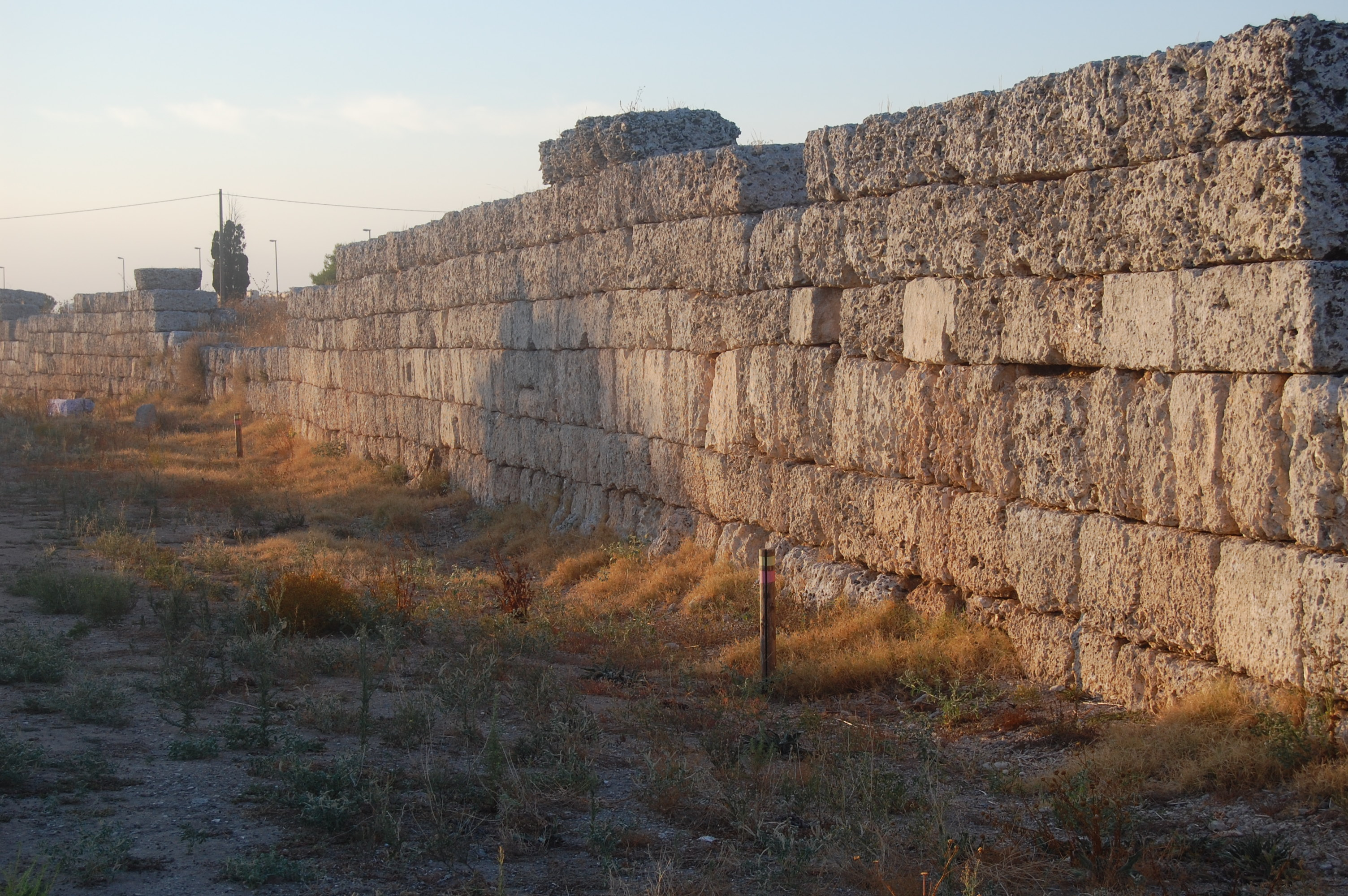
Mur messapique de Manduria sous lequel le roi de Sparte Archidème a trouvé la mort en -338.

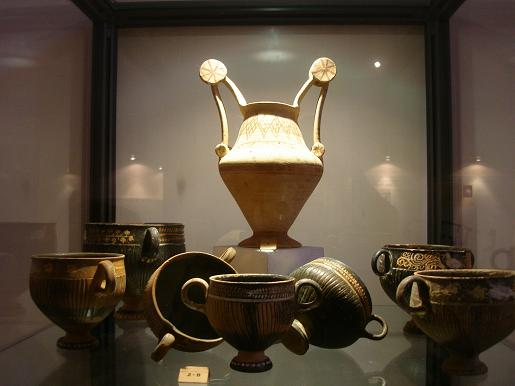
Céramiques messapiques aux anses typiques.

Au cours des IVe et IIIe siècles av. J.-C., chacune des villes de Messapie se fortifie de murailles faites d'un appareil très régulier de blocs de pierre d'un mètre trente sur soixante centimètres en moyenne, tel le « mur Lieutenant », à deux kilomètres au sud de l'actuelle Latino. Concurrencée par la céramique attique importée, la poterie locale développe une décoration figurative et florale.
Durant la guerre du Péloponnèse, Artas, dynaste de Messapie, soutient la Ligue de Délos contre la Ligue spartiate, à laquelle appartient de Tarente. En -415, au cours de l'expédition de Sicile, il met à disposition des amiraux athéniens Démosthène et Eurymédon un contingent de lanceurs de javelots Iapyges pour appuyer leur attaque contre Métaponte, qui est la cité alliée de Syracuse la plus proche. L'alliance est renouvelée deux ans plus tard quand au milieu du printemps 413 les soixante-treize trières des mêmes navarques mouillent aux îles Chérades en face de Tarente. Cent cinquante lanceurs Iapyges embarquent aux côtés des cinq mille hoplites en route pour secourir le général Nicias assiégeant Syracuse. Le renfort n'empêche pas la défaite des Épipoles de survenir en août, suivie le 16 septembre du désastre de l'Assinaros. Sept mille prisonniers finissent dans les carrières de Latomie.
En -367, un siècle après le sac de Tarente, son stratège démocrate Achytas accède au gouvernement de la ligue de Grande Grèce. L'ouverture politique et commerciale avec celle-ci se concrétise pour les Messapiens par la fondation d'un port franc dans une île située en face d'Anxa et d'un phrourion, une garnison, à Pezza Petrosa, à mi chemin entre Tarente et Brindesion. La Messapie profite dès lors pleinement de la prospérité déversée par le commerce du vin, comme en témoigne le raffinement de la production, commencée aux alentours de -370 parallèlement à la production habituelle, de la céramique de Gnathie au trait blanc sur fond noir.

#### Cinq invasions et une conquête (-356 - -267)
Quatre ans après la démission d'Achytas, en -356, l'alliance séculaire des Messapiens et des Lucaniens est renouée pour la conquête de Metaponte et Héraclée, colonie de Tarente. Celle-ci résiste encore en 343, et fait appel au souverain de Sparte, métropole de ces deux dernières cités, pour les libérer. L'eurypontide Archidème, débarque l'année suivante avec une armée. Les hostilités se terminent le 2 août -338 par la mort du roi de Sparte à Manduria.
Elles reprennent presque aussitôt en -334 quand Alexandre le Molosse, tout à la fois beau frère et gendre de Philippe de Macédoine qui l'a mis sur le trône d'Épire huit ans plus tôt, débarque avec quinze vaisseaux de guerre et un grand nombre d'autres pour la logistique sur les côtes de Grande Grèce. Après avoir infligé la défaite aux Lucaniens en 332 à Paestum, l'armée épirote conquiert Brendision, capitale des alliés des vaincus, pour le compte de Tarente.

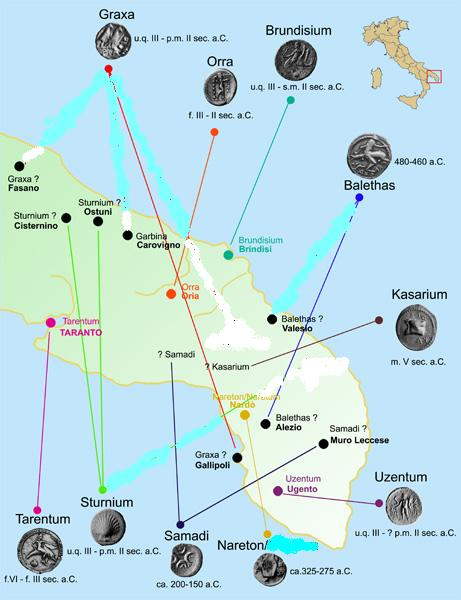
Les cités messapiennes commencent à battre leur propre monnaie à partir du début du

En 323, profitant des circonstances de la deuxième guerre samnite, Tarente consolide sa domination sur les Messapiens en l'étendant sur le territoire plus au nord des Peucètes et des Dauniens. Elle se décharge de la libération de l'Apulie, occupée par les Frentanes, alliés des Samnites, sur le consul romain Quintus Aulius Cerretanus, qui conduit l'opération à la tête d'un détachement et remporte la victoire à Lucera. En 318, Canusium, à la frontière nord du territoire peucète, devient un protectorat romain et seule la Messapie reste dans la mouvance de Tarente. En 314, une garnison romaine est fixée à Lucera,, et une autre est installée à Argyrippa en Daunie.
En 302, Carthage ayant promis sa neutralité, le dictateur romain Iunius, mandaté par le consul Marc Émile Paul et fort d'une alliance passée un an plus tôt avec les Lucaniens, s'avance dans le territoire messapien contre Cléonyme, prince régent de Sparte débarqué de Corfou conquise à l'appel de Tarente et le chasse de Turia (actuelle  Roca Vecchia), l'obligeant à reprendre la mer. Rome n'aura de cesse désormais de s'imposer comme le gendarme de la Grande Grèce mais un traité passé l'année précédente entre Rome et Tarente fixe au Lacinion la frontière des domaines maritimes respectifs des deux puissances. Aussi est-ce avec un peuple encore insoumis qu'en -298 le roi de Sicile Agathocle, de retour d'une campagne victorieuse dans l'île de Corfou, conclut une alliance dotant la flotte des pirates messapiens de navires construits par les chantiers de Crotone avec le bois de forêt de Sila.
Au printemps -281, le consul romain Lucius Aemilius Barbula, à la suite de provocations, ravage la campagne tarentine, compromettant les récoltes. L'ambassadeur d'Épire Cinéas offre aux tarentins l'aide de trois mille hommes dirigés par le général Milon, déclenchant les « guerres pyrrhiques », soigneusement préparées par l'hégémon Pyrrhus. Celui-ci débarque à Tarente en mai -280 avec vingt éléphants et vingt-cinq mille hommes, dont trois mil cavaliers, met la ville en état de siège et enrôle tous les ennemis de Rome, dont les Messapiens, dans une coalition qui écrase les quatre légions du consul Valerius Laevinus le 24 juillet au terme de la bataille d'Héraclée. Quatre légions, dirigées par Decius Mus, sont une seconde fois vaincues en septembre de l'année suivante à la bataille d'Ausculum, mais, Pyrrhus reparti à l'automne -275 après la bataille de Maleventum, le général Milon doit se replier dans la forteresse de Tarente, qu'il livre honorablement au consul Papirius Cursor après trois années de siège quand la flotte de secours envoyée par Carthage renonce à débarquer.
Ce n'est qu'en -267, cinq ans après la capitulation de Tarente, que les Messapiens et leur capitale Brention sont vaincus par Rome, au terme d'une campagne votée spécialement par le Sénat romain et menée deux ans durant par le consul Regulus.

### La Messapie romaine

#### La base orientale de Rome dans les guerres puniques (-266 - -146)

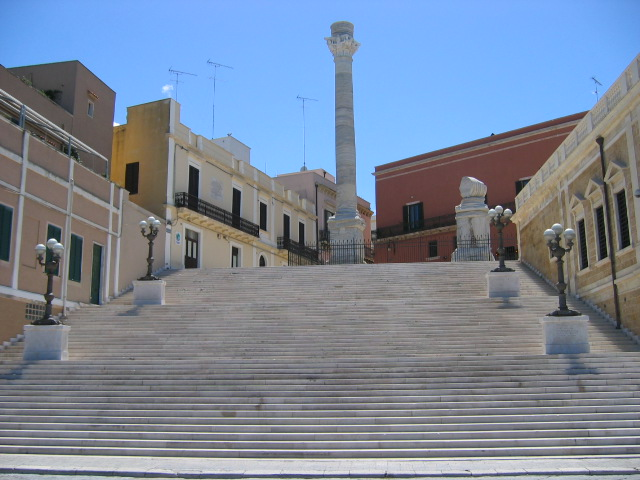
Photographié en 2008, le terme de la via Appia à Brindes marqué en -264 par un portique, qui deviendra au Moyen Âge celui de la via francigena pour les pèlerins en route pour la Terre Sainte.

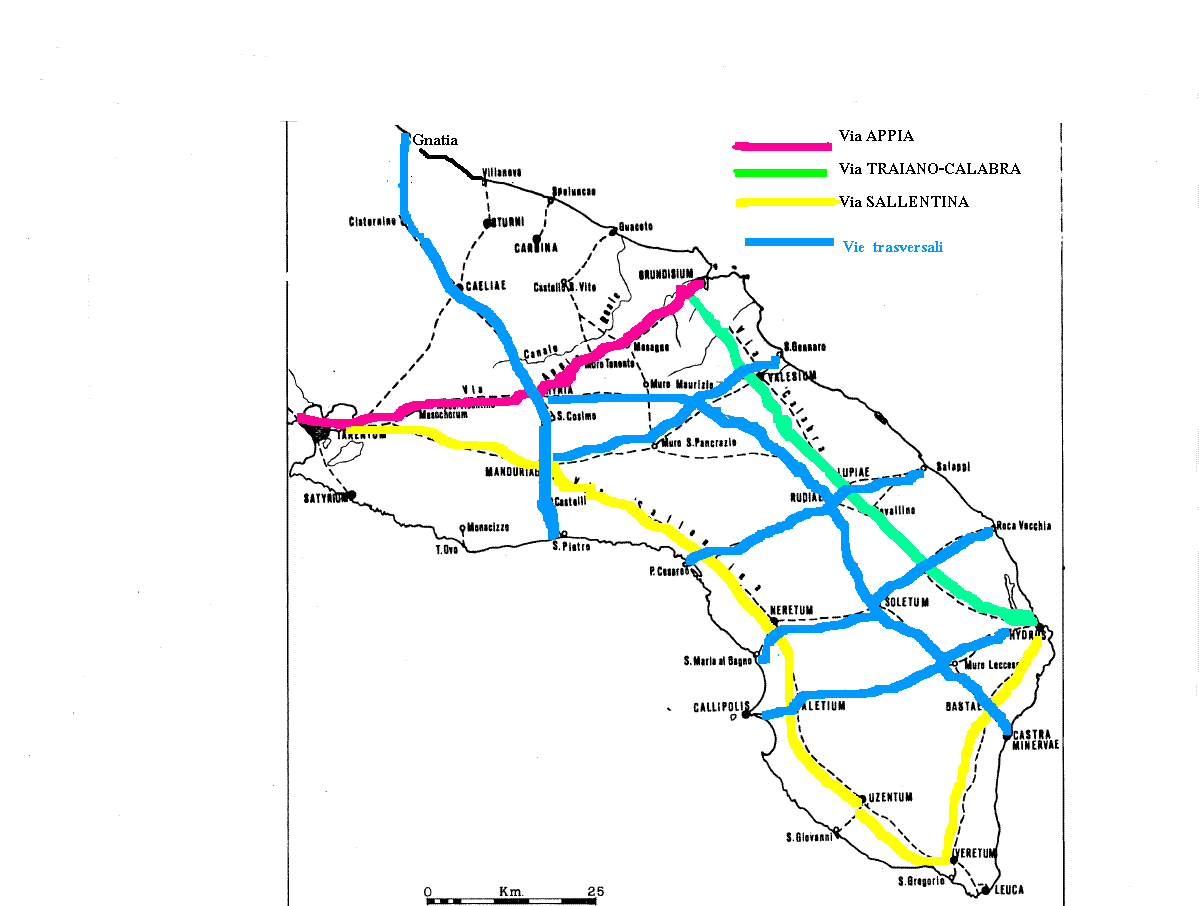
Les routes de l'époque romaine suivent un réseau préexistant.

Parvenue en -290 à Bénévent, la via Appia est prolongée jusqu'à Brindes, où elle est achevée en -264, juste à temps pour mener les guerres puniques.
Au déclenchement de la première guerre punique, c'est-à-dire la conquête romaine de la Sicile, la flotte tarentine est mobilisée pour appuyer le débarquement de Messine conduit par le consul Appius Claudius mais durant la deuxième guerre punique, c'est Brundesium, érigée en colonie en -244, qui sert de point d'appui oriental à la marine romaine. La capitale messapienne reste tenue par sa garnison romaine après que la catastrophique défaite de Cannes du 2 août -216, a commencé à faire basculer progressivement l'Italie dans l'alliance carthaginoise. Avec Rhégion et Neapolis, elle contribue à l'asphyxie des troupes d'Hannibal et abrite les vingt-cinq vaisseaux de l'amiral Flaccus.
Ceux-ci interceptent en -215 l'ambassade de Xénophane qui vient de conclure l'alliance de l'antigonide Philippe de Macédoine avec le général cathaginois. Le préteur pérégrin Laevinus prend le commandement des opérations depuis la base navale de Brindes. Propréteur doté d'une légion l'année suivante, celui-ci tâche de tenir la campagne messapienne et réussit à bloquer le port de Tarente et ravitailler la garnison enfermée dans la citadelle quand la ville rallie Hannibal venu de Capoue.
La flotte de Brindes donne la chasse aux navires carthaginois tentant de livrer armes et éléphants de guerre à Hannibal. Elle est alors doublée pour empêcher une invasion que porteraient les cent vingt navires de l'ennemi macédonien et permettre au propréteur de débarquer à Apollonie. La cité illyrienne devient la nouvelle base d'où est conduite aux côtés de la ligue étolienne la « première guerre macédonienne ». Une paix séparée signée en 205 par le proconsul Publius Sempronius clôt les hostilités sur le front oriental, laissant Dyrrachium en Illyrie occupée par la République.

#### La Calabrie (-145 - 536)

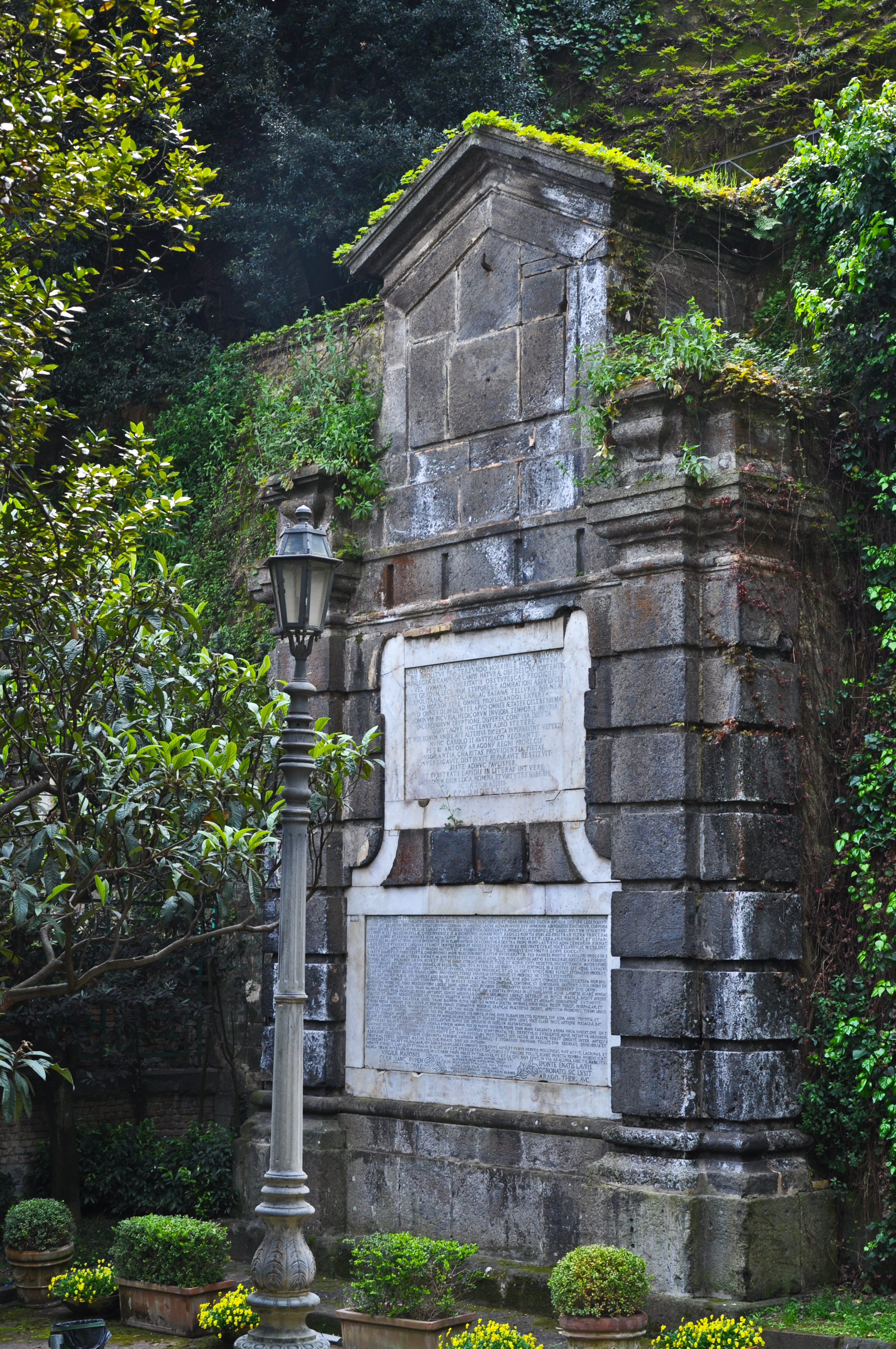
Épitaphe de Virgile, mort à Brindes, inscrite dans la grotte du pausilippe à Naples : (...) Calabri rapuere (...).

L'annexion de la Grande Grèce par Rome provoque pour celle-ci un tournant culturel majeur, comme en témoignent en -284 la naissance à Tarente du premier poète latin dont une trace soit restée, Livius Andronicus, et en -239 à Rudiae de l'inventeur de l'hexamètre latin, Quintus Ennius. Brindes voit naître en -220 le futur dramaturge Marcus Pacuvius, qui y vit jusqu'à l'âge de dix huit ans. La ville portuaire est élevée au rang de municipe en -83. C'est là qu'à la fin mars -58 Cicéron, en route pour un exil d'un an et demi via Dyrrachium et proche du suicide, écrit à sa dévouée femme Terentia les froides Lettres de Brindisi qui préfigurent leur divorce, lequel interviendra huit ans plus tard. C'est là également qu'en -19 Virgile, accompagné par l'empereur au retour d'un voyage de documentation sur la Grèce pour achever la composition de son Eneïde, meurt après avoir rédigé son épitaphe « (...) les Calabres m'ont pris la vie (...) ».
Aux alentours de l'an -7, Auguste réorganise l'administration de l'Italie. La Messapie forme avec l'Apulie la Deuxième Région. Elle n'est alors plus désignée que sous le nom grec de Calabre, Καλαβρία, qui renvoie au frère de Tenaros (en), héros éponyme du promontoire, aujourd'hui île, de Calaurie dans le Péloponnèse. Le terme est aujourd'hui devenu le nom de l'ancien Bruze, un temps appelé Calabre ultérieure.
La tradition locale rapporte que vers l'an 60 le receveur de la localité de Rugge, Publius Orontius, est converti par un disciple corinthien de saint Paul, saint Juste, et subit le martyre.
En 109, l'empereur Trajan double la via Appia de la via Traiana, toutes deux partant de Brundesium. Au cours du IIe siècle, son successeur Hadrien fonde dans les faubourgs de Lupiae, l'antique Sybar, la cité de Licea, que Marc Aurèle dote d'un théâtre, d'un amphithéâtre, d'un port nouveau, Salapia, lequel devient le principal port de l'Adriatique.

### La Calabre byzantine

#### La guerre des Goths et des Lombards (537 - 575)
En 537, durant la guerre des goths, Jean le Sanguinaire, général de la garde de l'empereur Justinien, débarque à Tarente avec huit mille cavaliers thraces pour secourir Bélisaire assiégé dans Rome. Au printemps 554, le Duc des Alamans Leuthaire marche sur Otrante mais une épidémie fait rebrousser chemin à l'armée d'invasion, dont l'avant garde est interceptée sept cents kilomètres plus au nord, sur la côte au sud de Pesaro, par le général en chef byzantin Artabane. Le chambellan impérial Narsès vainqueur à la bataille de Capoue en octobre, Bélisaire revient avec quatre mille hommes débarqués à Otrante pour libérer Ravenne.

#### La Messapie dans le duché de Calabre (696 - 891)
Quand en 726 l'empereur byzantin Léon III promulgue l'Ecogla et déclenche les persécutions des iconodules, obligés de faire allégeance par l'édit du 7 janvier 730, de nombreux moines basiliens se réfugient dans les grottes naturelles qu'offre le relief karstique du seuil messapique. Le long du canal real, chacune de leurs laures est aménagée autour d'une icône cachée de la Vierge. En 732, en représailles à la rébellion du pape Grégoire III, le Salento est confié avec la Sicile à l'autorité du préfet du prétoire d'Illyrie.

### Rémanences d'une spécificité locale au sein de l'Italie

#### La Terre d'Otrante (1072 - 1860)
Otrante est au bas Moyen Âge un centre intellectuel animé par la présence de cinq cents familles juives déjà mentionnées au IXe siècle  et protégées par l'empereur Frédéric de Hohenstaufen, moyennant une « dîme » spécifique. Elles se sont illustrées à travers les poètes Meiuchas, Chabbataï d'Otrante et Anatole.

#### La résistance à l'unité italienne (1861 - 1864)
Sergente Romano conduit dans le Salento l'insurrection en liaison avec ses collègues des régions voisines, Giuseppe Caruso, Carmine Crocco, Ninco Nanco, Angelantonio Masini.

### Sources
1. ↑  
Zeus Kataibates (« Zeus qui s'abat »), protecteur des Messapiens, avait foudroyé les Tarentins pour les châtier d’avoir détruit par impiété Carovigno. C’est peut-être ce même Zeus que les Messapiens honoraient sous le nom de Taotor Andirabas.
2. 1 2 3  Strabon, Géographie, VI, 3, 6.
3. 1 2  Antiochos, Colonisation de l'Italie, cité in Strabon, Géographie, VI, 3, 2.
4. ↑  Strabon, Géographie, VI, 3, 5.
5. 1 2 3  Strabon, Géographie, VI, 3, 1.
6. ↑  R. Compatangelo, Un cadastre de pierre: le Salento romain : paysage et structures agraires., p. 30, Presses universitaires de Franche-Comté, Besançon, 1989  (ISBN 9782251604039).
7. ↑  R. Compatangelo, Un cadastre de pierre: le Salento romain : paysage et structures agraires., p. 28, Presses universitaires de Franche-Comté, Besançon, 1989  (ISBN 9782251604039).
8. ↑  Mallory, In search of the Indo-Europeans, p. 91).
9. ↑  Francesco d'Andria, « Nuovi dati sulle relazioni tra gli Illiri e le popolazioni dell'Italia Meridionale / Të dhëna të reja për lidhjet ndërmjet Ilirëve dhe popullatave të Italisë së Jugut », Iliria, vol. 16, no 1,‎ 1986, p. 43–55 (DOI 10.3406/iliri.1986.1381, lire en ligne, consulté le 15 mai 2020)
10. ↑  Jean-Luc Lamboley, Recherches sur les Messapiens : IVe-IIe siècle avant J.-C., Ecole française de Rome, 1996 (ISBN 978-2-7283-0360-1, lire en ligne)
11. ↑  Festus Grammaticus, De significatione verborum.
12. ↑  J.-L. Lamboley, Recherches sur les Messapiens : IVe-IIe siècle avant J.-C., p. 190, École française de Rome, Rome, 1996.
13. ↑  V. Melissano, Monte Papalucio, in F. d'Andria, Archeologia dei Messapi, Bari, 1990.
14. 1 2  J. L. Lamboley, « Territoire et société chez les Messapiens », in Revue belge de philologie et d'histoire, t. LXXX, no 1, p. 70, Droz, Bruxelles, 2002  (ISSN 0035-0818).
15. ↑  J. L. Lamboley, « Territoire et société chez les Messapiens », in Revue belge de philologie et d'histoire, t. LXXX, no 1, p. 69, Droz, Bruxelles, 2002  (ISSN 0035-0818).
16. ↑  Mario Lombardo, « Tombe, necropoli e riti funerari in Messapia : evidenze e problemi. », in Studi di antichità, vol. VII, p. 26-45, Congedo (it), Galatina, 1994.
17. ↑  C. de Simone, « Su tabaras (femm. -a) e la diffusione dei culti misteriosofici nella Messapia », in Studi Etruschi, vol. L, p. 177-197, Florence, 1982.
18. ↑  C. de Giorgi, La provincia di Lecce: bozzetti di viaggio, p. 278, Spacciante, Lecce, 1884.
19. 1 2  J. L. Lamboley, « Territoire et société chez les Messapiens », in Revue belge de philologie et d'histoire, t. LXXX, no 1, p. 63, Droz, Bruxelles, 2002, DOI 10.3406/rbph.2002.4605  (ISSN 0035-0818).
20. 1 2  J. L. Lamboley, « Territoire et société chez les Messapiens », in Revue belge de philologie et d'histoire, t. LXXX, no 1, p. 55, Droz, Bruxelles, 2002, DOI 10.3406/rbph.2002.4605  (ISSN 0035-0818).
21. ↑  J. L. Lamboley, « Territoire et société chez les Messapiens », in Revue belge de philologie et d'histoire, t. LXXX, no 1, p. 70, Droz, Bruxelles, 2002, DOI 10.3406/rbph.2002.4605  (ISSN 0035-0818).
22. 1 2  J. L. Lamboley, « Territoire et société chez les Messapiens », in Revue belge de philologie et d'histoire, t. LXXX, no 1, p. 56, Droz, Bruxelles, 2002, DOI 10.3406/rbph.2002.4605  (ISSN 0035-0818).
23. ↑  Polybe, Histoires, II, 24, 1.
24. 1 2  J. L. Lamboley, « Territoire et société chez les Messapiens », in Revue belge de philologie et d'histoire, t. LXXX, no 1, p. 71, Droz, Bruxelles, 2002, DOI 10.3406/rbph.2002.4605  (ISSN 0035-0818).
25. ↑  J. Duchesne-Guillemin, « Le nom du cheval en grec et en vieux perse (note d'information). », in Comptes rendus des séances, 146e année, no 2, p. 647-648, Académie des inscriptions et belles-lettres, 2002 DOI 10.3406/crai.2002.22458.
26. 1 2  F. Ribezzo (it), Corpus Inscriptionum Messapicarum, no 149, Palerme, 1938.
27. ↑  G. A. Blanc, Archivio Antropologico i Etnologico no 58, p. 1929-4167, 1928.
28. ↑  F. Biancofiore, Nuovi dati sulla storia dell'antica Egnazia, in Studi storici in onore di Gabriele Pepe, p. 54-62, Dedalo, Bari, 1969.
29. ↑  M. Silvestrini, Documenti dell’età del Bronzo lungo il versante Adriatico, Fasano, 1998.
30. 1 2 3 4  G. Recchiain, Aspetti funzionali e variabilità stilistica della ceramica dell'età del Bronzomore, in Archeologia no 157 "L. Todisco & al., La Puglia centrale dall'età del Bronzo all' alto Medioevo - Archeologia e storia -  Atti del Convegno di Studi, Univerità degli studi di bariscuola di specializzazione in beni archeologici, Bari, 15 & 16 juin 2009", p. 78, Giorgio Bretschneider ed., Rome, 2010.
31. ↑  A. Cinquepalmi, Viaggio nell’età del Bronzo. Egnazia tra Coppa Nevigata e Punta le Terrare, Valenzano, 2000.
32. 1 2  G. Recchiain, Aspetti funzionali e variabilità stilistica della ceramica dell'età del Bronzomore, in Archeologia no 157 "L. Todisco & al., La Puglia centrale dall'età del Bronzo all' alto Medioevo - Archeologia e storia -  Atti del Convegno di Studi, Univerità degli studi di bariscuola di specializzazione in beni archeologici, Bari, 15 & 16 juin 2009", p. 79, Giorgio Bretschneider ed., Rome, 2010.
33. ↑  A. Cinquepalmi & A. Cocchiaro, Egnazia nel tempo. Dal villaggio protostorico al borgo medievale, Valenzano, 2000.
34. ↑  F. d’Andria, Messapi e Peuceti, in Italia omnium terrarum alumna, p. 653-715, Milan, 1988.
35. ↑  F. d’Andria, Archeologia dei Messapi, Catalogo della Mostra, Bari, 1989.
36. ↑  R. Hurschmann, Messapische Vasen, in Der Neue Pauly. Enzyklopädie der Antike, vol. VIII, pp. 51f, Metzler, Stuttgart, 2000.
37. ↑  PAPAIOANNOU Kostas et BOUSQUET Jean, L'art Grec, nouvelle édition revue et augmentée par DUCAT Jean et TOUCHAIS Gilles, Paris, Editions Citadelles et Mazenod, 1993
38. ↑  Eusèbe, Chronique, µ.
39. ↑  C. Baurain, Les Grecs et la Méditerranée orientale : des siècles « obscurs » à la fin de l'époque archaïque, p. 290, PUF, Paris, 1997.
40. ↑  Apollon, « Σατύριόν τοι δῶκα Τάραντά τε πίονα δῆμον οἰκῆσαι, καὶ πῆμα Ἰαπύγεσσι γενέσθαι », cité in Antiochos, Colonisation de l'Italie, cf. Strabon, infra.
41. ↑  Éphore, Histoire universelle des grecs, cité in Strabon, Géographie, VI, 3, 3.
42. ↑  Justin, Epitomé des histoires philippiques, III, 4.
43. 1 2  Th. van Compernolle, Dall'insediamento iapigio alla città messapica: dieci anni di scavi e ricerche archeologiche a Soleto, in Studi di Antichità XI, p. 149-167, Congedo, Galatina, 1998.
44. ↑  P. Amandry, Notes de topographie et d'architecture delphiques : II Le monument commémoratif de la victoire des Tarentins sur les Peucétiens, in BCH no 73, p. 447-463, Ernest Thorin éd., Paris, 1949.
45. ↑  Pausanias, Périégèse, X, 10, 6-8.
46. ↑  M. Lombardo, Greci e Messapi nel V secolo a.C.: fonti, eventi e problemi storici, in Aspetti della storia del Salento nell’Antichità. Atti del convegno nazionale di AICC 1979, p. 76–109, Cavallino, 1992.
47. ↑  Strabon, Géographie, VI, 3, 5, C281.
48. ↑  D. Mustilli, Le città della Messapia ricordate da Strabone, in Atti del 17. congresso geografico italiano, III, p. 568-576, 1957.
49. ↑  Hérodote, Enquête, VII, 170.
50. ↑  Aristote, Politiques, 1303 a.
51. ↑  J. R. Jannot, « Tarditi (Ch.), Vasi di bronzo in area Apula. Produzioni greche ed italiche di età arcaica e classica, 1996. », in Revue des études anciennes, t. CI, no 3-4, p. 594, Université Montaigne, Pessac, 1999  (ISSN 0035-2004).
52. ↑  F. d'Andria, Otranto. La scoperta delle fortificazioni, della porta urbica ed iscrizioni messapiche del IV-III secolo a.C., 1995.
53. ↑  D. G. Yntema, Messapian Painted Pottery, in BaBesch, p. 3-84, 1974.
54. 1 2 3  Thucydide, La Guerre du Péloponnèse, VII, 33.
55. ↑  C. Orrieux & P. Schmitt‐Pantel, Histoire grecque, p. 217, PUF, Paris, 1995.
56. ↑  R. Hurschmann, Gnathienvasen, in Der Neue Pauly. Enzyklopädie der Antike, vol. IV, p. 1106–1107, Metzler, Stuttgart, 1998.
57. ↑  Diodore de Sicile, Bibliothèque historique, XVI, 63.
58. ↑  Aristote, Des Lois, fr. 571.
59. ↑  J. Heurgon, Rome et la Méditerranée occidentale jusqu'aux guerres puniques, p. 329, collect° Nouvelle Clio, PUF, Paris, 1993, 488 p.  (ISBN 978-2-130-45701-5).
60. 1 2  Tite-Live, Histoires, IX, 16, 1.
61. ↑  Tite-Live, Histoires, VIII, 37.
62. ↑  Tite-Live, Histoires, IX, 20.
63. ↑  Diodore de Sicile, Bibliothèque historique, XIX, 72.
64. ↑  Tite Live, Histoires, IX, 26.
65. ↑  Diodore de Sicile, Bibliothèque historique, XX, 104.
66. ↑  M. Porcius, Les Origines, IV, 1.
67. ↑  G. Uggeri, La viabilità preromana della Messapia, in Ricerche e studi no 8, p. 75-103, musée Francesco Ribezzo, Brindisi, 1975.
68. ↑  Tite-Live, Histoires, XXII, 61.
69. ↑  Tite-Live, Histoires, XXIII, 33.
70. ↑  Tite-Live, Histoires, XXIII, 48.
71. ↑  Tite-Live, Histoires, XXIV, 10.
72. ↑  Tite-Live, Histoires, XXIV, 11.
73. ↑  Tite-Live, Histoires, XXIV, 20.
74. ↑  Tite-Live, Histoires, XXIV, 40.
75. ↑  P. Magno, Marco Pacuvio, Pegaso, Milan, 1977, 130 p.
76. ↑  Plutarque, Vie de Cicéron, XXXII.
77. ↑  J. B. L. Crévier, Histoire des empereurs romains depuis Auguste jusqu'à Constantin, I, p. 104, Firmin Didot, Paris, 1824.
78. ↑  Photographies du tombeau de Virgile.
79. ↑  Procope, De Bello gothico, II, 5-7.
80. ↑  Agathias, Histoires, II, 1-3.
81. ↑  Agathias, Histoires, II, 4.
82. ↑  Procope, De Bello gothico, III, 10.